# Maria Toboła
Maria Toboła (ur. 1987 w Lesznie) –  artystka wizualna, performerka, malarka, rzeźbiarka i poetka. Członkini i założycielka wspólnie z Dominiką Olszowy zespołu Cipedrapsquad.

## Twórczość
Maria Toboła jest artystką interdyscyplinarną. Studiowała malarstwo na Akademii Sztuk Pięknych w Poznaniu, a następnie nowe media na ASP w Poznaniu oraz ASP w Warszawie. Dyplom obroniła w pracowni Leszka Knaflewskiego w Poznaniu. 
Łączy zarówno tradycyjne, jak i nowe media artystyczne skupiając się na przekazaniu konceptu stojącego za jej działaniami. Elementami łączącymi jej prace są absurd, ironia, żart, nostalgia i melancholia, za pomocą których artystka komentuje rzeczywistość.
W 2013, razem z Dominiką Olszowy, założyła zespół Cipedrapsquad, którego piosenki były utrzymane w duchu dresiarsko-feministycznym. Wspólnie z Marią Magdaleną Kozłowską współtworzy performatywno-kabaretowy duet Małpeczki. Swoje prace prezentowała na wystawach indywidualnych i grupowych w takich miejscach jak: Narodowa Galeria Sztuki Zachęta, KW Institute for Contemporary Art, galeria lokal_30, Kiasma Museum w Helsinkach, Biennale Warszawa, Gdańska Galeria Miejska, Muzeum Sztuki Nowoczesnej w Warszawie, Centrum Sztuki Współczesnej Zamek Ujazdowski, Bundeskunsthalle Bonn czy Centrum Rzeźby Polskiej w Orońsku.
Jej praca rzeźbiarska Amber kebab, prezentowana w 2016 na wystawie zbiorowej Bogactwo w Zachęcie została zakupiona do kolekcji Kiasma Museum w Helsinkach. 
Mieszka i tworzy w Warszawie.

## Wybrane realizacje
- Chcemy całego życia. Feminizmy w sztuce polskiej; PGS Sopot, Polska, 2024[2]
- Walka o ulice, Warszawa w budowie 14, MSN Warszawa, Polska, 2022
- Shadows Conceal the Earth, BWA Warszawa, Polska, 2021
- There is no such thing as internet, Pogo Bar, KW Berlin, Niemcy, 2020
- I’m About to Go Berserk, Lokal30 Gallery, Warszawa, Polska, 2019
- Toboła, nie poopisuj się, Zona Gallery, Szczecin, Polska 2019
- Flow, Gdańska Galeria Miejska, Gdańsk, Polska, 2018
- CHOKE ON IT, CSW Zamek Ujazdowski, Warszawa, Polska, 2018
- Skip the line, Biennale Warszawa, Warszawa, Polska, 2018
- Nie waż się tego nazywać pracą, CSW Zamek Ujazdowski, Warszawa, Polska, 2018
- Here and back again, Kiasma, Helsinki, Finlandia, 2018
- THE POWER OF FRIENDSHIP, lokal_30, Warszawa, Polska 2017
- Chuliganki, Museum of Modern Art in Warsaw at Open Air Festival, Gdynia, Polska, 2017
- Schadenfreude, Stroboskop Gallery, Warszawa, Polska, 2017
- Funniest home videos, Zona Gallery, Szczecin, Polska, 2017
- Wirujący seks (Dirty dancing) razem z Witkiem Orskim, BWA Warszawa, Polska, 2016
- Bogactwo (Money to burn), Zachęta Narodowa Galeria Sztuki, Warszawa, Polska, 2016[5]
- Midnight Show, BWA Wrocław, Wrocław, Polska, 2016
- Artist as Urban Alien, Putbus, Niemcy, 2016
- Przestrajanie. Leszek Knaflewski and audiosphere, CSW Zamek Ujazdowski, Warszawa, Polska, 2015
- Polona., studio artystki, Warszawa, Polska, 2015
- Horsefuckers, CSW Zamek Ujazdowski, Warszawa, Polska, 2015
- On pan, Sandra Gallery, Warszawa, Polska, 2015
- Crimestory, Centrum Sztuki Współczesnej, Toruń, Polska, 2014
- Society is unpleasent, Raster Gallery, Warszawa, Polska, 2014
- Co widać?, MSN Warszawa, Warszawa, Polska, 2014
- LET EVERYTHING YOU LOVE DIE!, Trafo, Szczecin, Polska, 2014
- THE ARTISTS, Zachęta Narodowa Galeria Sztuki, Warszawa, Polska 2014
- School of happienes, Viennafair, Wien, Austria, 2013
- AAAkupunktura. Kordegarda Gallery, Warszawa, Polska, 2012
- Shore to Shore, Washington, USA, 2011
- Young Art Triennale, Orońsko, Polska, 2011
- Make it Loud!, Zona of Contemporary Art, Szczecin, Polska, 2011
- Alternativ Now! Wrocenter, Wrocław, Polska, 2011
- Videonale 13, Kunstmuseum Bonn, Bonn, Germany, 2011
- 20 International Videofestival Bochum, Bochum, Germany, 2011
- Laureatka konkursu Samsung Art Master, 2010